# 愛代沙也加
愛代沙也加（日語：愛代さやか，1993年11月6日—），日本前AV女優。所屬事務所是バンビプロモーション。

## 個人簡歷
興趣是唱卡拉OK、跳舞和製作糖果。
2012年以巨乳蘿莉系AV女優出道。
2014年曾在風俗店作過風俗娘。
2016年12月31日自AV界引退。

## 外部連結
- 愛代さやか - X CITY AV女優圖鑑（日語）
- ましろあい♡AV女優的X（前Twitter）（日語）